# Zabelle C. Boyajian
Zabelle C. Boyajian (en armenio: Զապել Պոյաճեան) (1873-26 de enero de 1957) fue una otomana pintora, escritora, y traductora, quien vivió la mayoría de su vida en Londres.

## Biografía
Nació en Diyarbakır, Diyarbekir Vilayet del Imperio Otomano  (una de las antiguas capitales armenias, Tigranocerta) en la familia del vicecónsul británico en Diyarbakır y Harput Barón Thomas Boyajian y de Catherine Rogers, una descendiente del poeta inglés Samuel Rogers. Después de que su padre fuera asesinado durante las masacres hamidianas, en 1895, Boyajian, su madre y su hermano Henry se mudaron a Londres, donde Boyajian se matriculó en la Slade School of Fine Art y también empezó a escribir e ilustrar sus propios libros. Su primera novela, Esther, sobre las masacres en Sasun, se publicó en 1901 en Londres bajo el seudónimo Vardeni. Muy cercana con Anna Raffi, la mujer del novelista armenio Raffi, y sus dos hijos, Aram y Arshak, quienes se habían mudado a Londres después de la muerte de Raffi. Boyajian periódicamente traducía y publicaba extractos de las novelas de Raffi en la revista Ararat y organizó varios eventos de lectura en honor a su obra. En 1916, compila y traduce la antología Armenian Legends y Poems (1916), que fue publicada con una introducción del vizconde James Bryce e incluía varios poemas traducidos de Alice Stone Blackwell. Viajó ampliamente y en 1938 publicó sus notas de viaje e ilustraciones de Grecia, En Grecia con bolígrafo y paleta. En 1948 traduce y publica el poema épico de Avetik Isahakian Abu Lala Mahari. También escribió ensayos sobre Shakespeare, Byron, Euripides, Michael Arlen, Raffi, y Avetik Isahakian, así como trabajos comparativos de la literatura inglesa y la armenia.
Como pintora, Boyajian tuvo sus exposiciones individuales en Londres en 1910 y 1912, en Alemania en 1920, en Egipto en 1928, en Francia, en Italia, y en Bélgica entre 1940-50.
Falleció el 26 de enero de 1957 en Londres.

## Libros
- Armenian Leyendas y Poemas. Trans. Z. C. Boyajian. Nueva York: Columbia Prensa Universitaria, 1.º ed., 1916.
- Gilgamesh: Un Sueño de la Búsqueda Eterna. Londres: George W. Jones, 1924.
- En Grecia con Bolígrafo y Paleta. Londres: J.M. Dents & Sons, 1938.

## Recepción crítica
La Revisión Contemporánea (diciembre de 1916) escribió sobre la antología Armenian Leyendas y Poemas:

Aquí está un magnificente texto. . . . Noble guirnalda de flores armenias y galería de cuadros que la señorita Boyajian nos ha dado: cuadros en los que la nota prerafaelina es espléndidamente dominante; prerafaelina, es decir, el arte bizantino o armenio revivido.

Scotsman (18 de noviembre de 1916) escribió:

Los lectores curiosos acerca de Armenia y los armenios pueden aprender más sobre ellos a partir de este atractivo volumen que de muchos libros de erudición muy pesados. Es una antología de traducciones de poemas armenios, acompañada por una sabiduría e interesante disquisición de Aram Raffi sobre las épicas, las canciones populares y la poesía de Armenia. . . . Es imposible leer sus versos graciosos, variados y musicales sin darse cuenta de que la elección ha sido dirigida por un conocimiento íntimo de la literatura característica del país y que las piezas incluidas se prestan con una habilidad que sabe llevar a otro idioma algunos De sus acentos e inspiraciones típicos. . . El trabajo del color es en efecto particularmente fino, y será admirado por todos que saben apreciar buen trabajo.

El Manchester Guardian escribió acerca de la obra de arte de Boyajian:

Las pinturas de la señorita Boyajian cubren una gran cantidad de terreno. Incluyen retratos, paisajes y paneles decorativos. Estos últimos están en dos grupos, uno que ilustra las versiones publicadas por el artista de Gilgamesh, la epopeya sumeria; El otro, versos del Rubaiyat de Omar Khayyam. . . . Su mayor preocupación es la armonía del color en lugar de la línea o la masa, y lo logra sin violentar los propios esquemas de color de la naturaleza.

(Citas en A. A. Bedikian "The Poet and Artist: A Profile of Zabelle Boyajian" Ararat Magazine verano de 1960)